# Memar Əcəmi-2 (Metro de Bakú)
Memar Əcəmi-2 es una estación del Metro de Bakú. Se inauguró el 19 de abril de 2016.
La estación de metro "Memar Əcəmi-2" está conectada con la estación de metro Memar Əcəmi de la Línea verde. Lleva el nombre del arquitecto medieval Ayami Najichevani.
La construcción de la estación de metro Memar Əcəmi-2 se inició en 2009. Los trabajos preparatorios para la construcción de los túneles comenzaron en febrero de 2011 y la construcción comenzó en septiembre del mismo año. Aunque la puesta en servicio de la estación estaba prevista para 2015, no fue posible debido a problemas geológicos durante la construcción de los túneles. La estación de metro se puso en servicio el 19 de abril de 2016. Junto con la construcción de los túneles principales, el contratista construyó 8 túneles de evacuación y 2 pozos de ventilación. La longitud total del complejo de estaciones "Memar Əcəmi-2" es de 168,5 metros. Se han instalado 17 escaleras mecánicas en la estación y salidas con una superficie total de 12.000 metros cuadrados. También hay ascensores para minusválidos.